# Wolfgang Kubitzki
Wolfgang Kubitzki (* 5. Mai 1960) ist ein ehemaliger deutscher Handballspieler.

## Werdegang
Kubitzki spielte in der Jugend des TV Krefeld-Oppum. Mit dem HC TuRa Bergkamen trat er von 1983 bis 1985 in der Handball-Bundesliga an. Mit 226 Toren in 52 Spielen stellte er mit beiden Werten Bundesliga-Vereinsrekorde auf. Der Rückraumspieler wechselte zum TUSEM Essen, für den er von 1985 bis 1988 spielte und mit dem er 1986 und 1987 deutscher Meister wurde. Zum Sieg im DHB-Pokal 1988 trug Kubitzki in Finalhin- und Rückspiel insgesamt zwölf Tore bei. Zu seinen Stärken zählte der Wurf nach beidbeinigem Absprung („Känguru-Sprung“). Anfang Oktober 1988 verließ er TUSEM Essen, um als Entwicklungshelfer nach Uganda zu gehen.
Er nahm mit der bundesdeutschen Nationalmannschaft an der Weltmeisterschaft 1986 in der Schweiz teil (siebter Platz). Er kam insgesamt in 51 Länderspielen zum Einsatz, in denen er 63 Tore erzielte.
Beruflich wurde der studierte Volkswirt in der Entwicklungshilfe tätig, arbeitete unter anderem in Uganda und Indonesien. In Uganda betreute er neben seiner Aufgabe für das Ministerium für Planung und wirtschaftliche Entwicklung auch die Handball-Nationalmannschaft des Landes. Als er 1989 in Deutschland weilte, half er beim TV Eitra in einem Zweitliga-Relegationsspiel aus und trug mit drei Toren zum Aufstieg der Mannschaft bei. Später spielte er beim SuS Oberaden in der Regionalliga und wurde im April 1994 vom in Personalnot geratenen Bundesligisten SG Wallau/Massenheim als Aushilfe ins Aufgebot genommen.